# 국무원 (대한민국 임시정부)
국무원(國務院)은 대한민국 임시정부의 행정부이다. 대한민국 1년(1919년) 4월 10일 임시의정원(臨時議政院)은 정부조직중 행정부인 국무원을 구성하여 입법부인 대한민국 임시 의정원과 더불어 정치기구를 둘로 크게 나누었다.
국무원의 구성은 총리 이하 내무·외무·재무·교통·군무·법무 총장과 국무원비서장의 7개부서로 나뉘었으며, 당시 국무총리로는 이승만이 선출되었다. 이리하여 국무원은 임시정부의 통치기구로서의 기능을 담당하게 되었다. 그 후에 임시의정원은 관제를 개정하여 집정관제(執政官制)를 폐지하고 국무원의 구성중 국무원 비서장제도 폐지하였다.
이와 같이 수립된 대한민국 임시정부는 정부의 차장제(次長制)를 개정하여 위원제를 실시하기로 하였으나 정부의 수반인 국무총리 이승만 및 국무위원의 부재로 국무원은 사실상 공백상태에 있었다. 이러한 상태는 내무총장으로 선임된 안창호(安昌浩)가 미주에서 상해로 와 임시정청(臨時政廳)을 설치하고 국무총리대리를 겸임하면서 차차 변화하였다.
한성정부(漢城政府)를 통합한 후 임시정부는 정부 개조작업을 진행하였는데 여기에는 국무원 수반의 칭호라는 중대 문제가 가로놓여 있었다. 차제에 근본적으로 정부를 개편하자는 논의가 대두하여 국무원에서는 1919년 8월 28일에 임시헌법 개정안과 정부개조안을 임시의정원에 제출했다. 그 결과 임시정부의 정치기구는 입법·사법·행정 등이 완전히 분립된 근대적인 정치제도로 확립되었다. 이에 따라 종래 의정원이 주권행사의 주체였던 것이 이제는 대통령이 주권을 행사하게 되었으며, 의정원에서 선임하였던 각원(閣員)을 대통령이 임명하게 되었다. 또한 내각이 개조되고 국무총리 및 총장·총판(總辦)들이 취임하여 정무를 보게 되었다.
국무원은 대통령 이하 국무총리, 내무·외무·군무·재무·법무·교통총장, 노동국 총판으로 구성되어 행정사무 일체를 처리하여 그 책임을 지게 되었다. 그리고 국무원에서 의정(議政)하는 중요사항은 ① 법률·명령·관제·관규(官規)에 관한 사항, ② 예산·결산 또는 예산외 지출에 관한 사항, ③ 국사에 관한 사항, ④ 조약 및 선전·강화에 관한 사항 등이었다.

## 같이 보기
- 대한민국 임시정부
- 대한민국 임시정부의 각료